# Vladimír Včelka
Vladimír Včelka (* 16. prosince 1968) je bývalý slovenský fotbalista, obránce. Po skončení aktivní kariéry trénuje v regionálních soutěžích.

## Fotbalová kariéra
V československé lize hrál za Plastiku Nitra. V československé lize nastoupil ve 20 utkáních a dal 2 góly. V Poháru UEFA nastoupil v sezóně 1989/90 za Nitru v utkání proti 1. FC Köln.

## Ligová bilance
| Ročník                                   | Zápasy | Góly | Klub           |
| ---------------------------------------- | ------ | ---- | -------------- |
| 1. československá fotbalová liga 1987/88 | 1      | 0    | Plastika Nitra |
| 1. československá fotbalová liga 1988/89 | 2      | 0    | Plastika Nitra |
| 1. československá fotbalová liga 1989/90 | 17     | 2    | Plastika Nitra |
| LIGA CELKEM                              | 20     | 2    |                |